# Jarena Lee
Jarena Lee, née le 11 février 1783 et morte vers 1860, est la première femme prédicant de l'Église épiscopale méthodiste africaine (ou AME). Née dans une famille noire libre du New Jersey, Lee demande au fondateur de l'église épiscopale, Richard Allen, de devenir prédicatrice. Bien que Richard Allen ait initialement refusé, il approuve son ministère après l'avoir écoutée prêcher. Leader du mouvement wesleyen de la sainteté, Jerena Lee prêche la doctrine de l'entière sanctification en tant que pasteur itinérant. En 1836, elle est la première femme afro-américaine à publier une autobiographie. Elle rejoint aussi l'Anti-slavery Society. Elle meurt vers 1860, après avoir été frappée comme ses consœurs en 1852 d'une interdiction de prêche.

## Biographie

### Jeunesse et conversion
Jarena Lee est née le 11 février 1783 à Cape May, New Jersey,. Elle raconte dans son autobiographie qu'elle est née dans une famille noire libre et que dès l'âge de 7 ans, elle commence à travailler comme domestique pour une famille blanche. Elle ne reçoit pas d'instruction religieuse, n'est pas scolarisée et apprend à écrire par elle-même.
En 1804, le premier contact de Jareena Lee avec le christianisme est dû à un missionnaire presbytérien. En 1804, elle quitte le New Jersey pour s'installer à Philadelphie, où elle continue à travailler comme domestique. Là-bas, elle suit le catéchisme des réveils religieux à l'église de Richard Allen et se sent comme une « misérable pécheresse ». Cet enseignement l'incite à se convertir,. Elle raconte qu’elle doit lutter contre des pensées suicidaires et qu’elle rêve de noyade au moins à plusieurs reprises. Grâce à la prière, elle s’est finalement sentie justifiée et se fait baptiser.
En 1807, elle commence à entendre des voix lui disant : « Va prêcher l'Évangile ! Prêchez l'Évangile ; je mettrai des mots dans votre bouche. ». Elle explique ensuite à Richard Allen que Dieu lui a parlé et lui a ordonné de prêcher, mais celui-ci pense que les femmes prédicantes n'ont pas leur place dans l'Église méthodiste,.

### Mariage
Elle épouse Joseph Lee en 1811, sept ans après avoir rejoint le Mother Bethel de Philadelphie. Joseph Lee est pasteur de la Société afro-américaine à Snow Hill, près de Philadelphie. Jerena Lee déménage à Snow Hill avec son mari, mais n'y connait personne. Pendant leur mariage, son mari ne veut pas qu’elle prêche, et elle se sent obligée de mettre de côté ses aspirations spirituelles pour son mariage et tombe malade. Joseph Lee décède après six ans de mariage, laissant sa femme veuve avec deux enfants. Jerena Lee peut se consacrer entièrement à ses projets religieux, mais sa mauvaise santé ne s'améliora jamais.

### Début de ses prédications
Une fois veuve, Jarena Lee renoue avec son engagement au sein du ministère et argumente  ainsi « Si l'homme peut prêcher, parce que le Sauveur est mort pour lui, pourquoi la femme ne le pourrait-elle pas, puisqu'il est également mort pour elle ? N'est-il pas un Sauveur de tous, et non pas uniquement celui de la moitié de l'humanité ? ». En 1817, elle demande à nouveau l'autorisation de prêcher dans les églises, mais Richard Allen refuse de nouveau. Deux ans plus tard, lors d’une messe dominicale à l'église mère, le prédicateur semble perdre l’esprit. Jarena Lee s'approche et commence à prêcher, et captive la foule par ses paroles,. À la suite de cela, l'évêque Allen, impressionné par cette prestation, soutient sa candidature. Bien qu’il ne puisse pas lui délivrer une autorisation pour prêcher, il la nomme exhortatrice itinérante officielle.

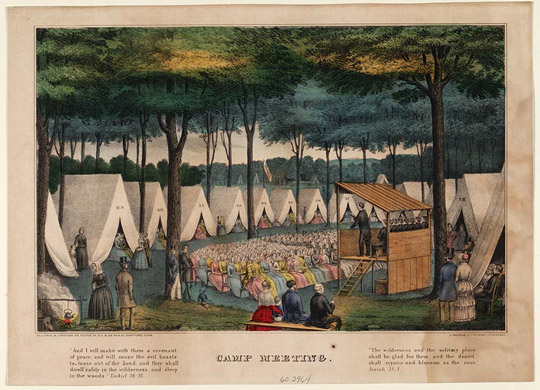
Une réunion durant le second grand réveil (vers 1849)

La croyance religieuse est devenue une source d'autonomisation pour Jarena Lee. Questionnée sur le  ministère féminin, elle a répondu : « Marie n'a-t-elle pas prêché le Sauveur ressuscité ? ». L'idée selon laquelle les Afro-Américains et les femmes peuvent eux aussi prêcher est une idée majeure du Second grand réveil, qui atteint son apogée lorsque Lee commence son travail missionnaire.
Malgré la bénédiction de Richard Allen, Jarena Lee continue à faire face à l'hostilité des autres méthodistes parce qu'elle est une femme noire. Devenue ministre itinérante, elle parcoure des milliers de kilomètres à pied. En une seule année, elle «« a parcouru deux mille trois cent vingt-cinq milles et prêché cent soixante-dix-huit sermons »,. Elle prêche ensuite dans tous les États-Unis, y compris dans le Sud, où elle risque à cette époque l'esclavage.

### La fin de sa vie
En 1836, Lee devient la première femme noire à publier une autobiographie intitulée La vie et l'expérience religieuse de Jarena Lee,. Elle publie une version longue chez un éditeur engagé en faveur des afro-américains en 1849, comprenant 70 pages où elle révèle les noms de ceux qui ont rejeté sa prédication,,. Une grande partie des informations connues sur la vie de Jarena Lee provient de cette source,.
En 1852, l'Église épiscopale méthodiste africaine interdit officiellement la prédication aux femmes. À la suite de cette décision, Lee disparait des archives historiques. Cependant, Frederick Knight l'identifie parmi les orateurs de la convention de l'American Anti-Slavery Society de 1853, au cours de laquelle elle a rejoint le groupe local féminin de Pennsylvanie et soutient la résolution abolitionniste.
La date du décès de Lee n'est pas connue. Dans ses recherches, Frederick Knight suggère que Jarena Lee serait morte ruinée à Philadelphie et enterrée au cimetière du Mont Olive, le 3 février 1864. Cependant, les archives du cimetière de l'église Méthodiste de Mount Pisgah indiquent qu'elle est décédée en 1855 et y a été enterrée. D'autres sources font état de sa mort en 1857.

## Héritage
Jarena Lee est reconnue comme la première prédicatrice de l’Église épiscopale méthodiste africaine (AME). L'histoire de sa vie illustre l'accent mis par le mouvement religieux américain du xixe siècle sur la sainteté personnelle et la sanctification. Elle est comparée aux femmes afro-américaines influentes de son époque, telles que Maria W. Stewart et Sojourner Truth. Dans les décennies suivantes, d'autres femmes telles que Juliann Jane Tillman prennent de l'importance en tant qu'évangélistes au sein de l'Église AME, sans toutefois être titulaire d'un ministère pastoral.
Jarena Lee fait l'objet d'un projet de recherche à la Harvard Divinity School intitulé La résurrection de Jarena Lee. La bibliste Nyasha Junior s'est impliquée dans ce projet.

### Articles liés
- Richard Allen
- Nyasha Junior (en)
- Juliann Jane Tillman (en)
- Mouvement de sanctification
- Wesleyan Church (en)